# Władysław Chotkowski
Władysław Longin Chotkowski (ur. 15 marca 1843 w Mielżynie, zm. 13 lipca 1926 w Rabce) – polski duchowny katolicki, historyk Kościoła, profesor i rektor Uniwersytetu Jagiellońskiego.

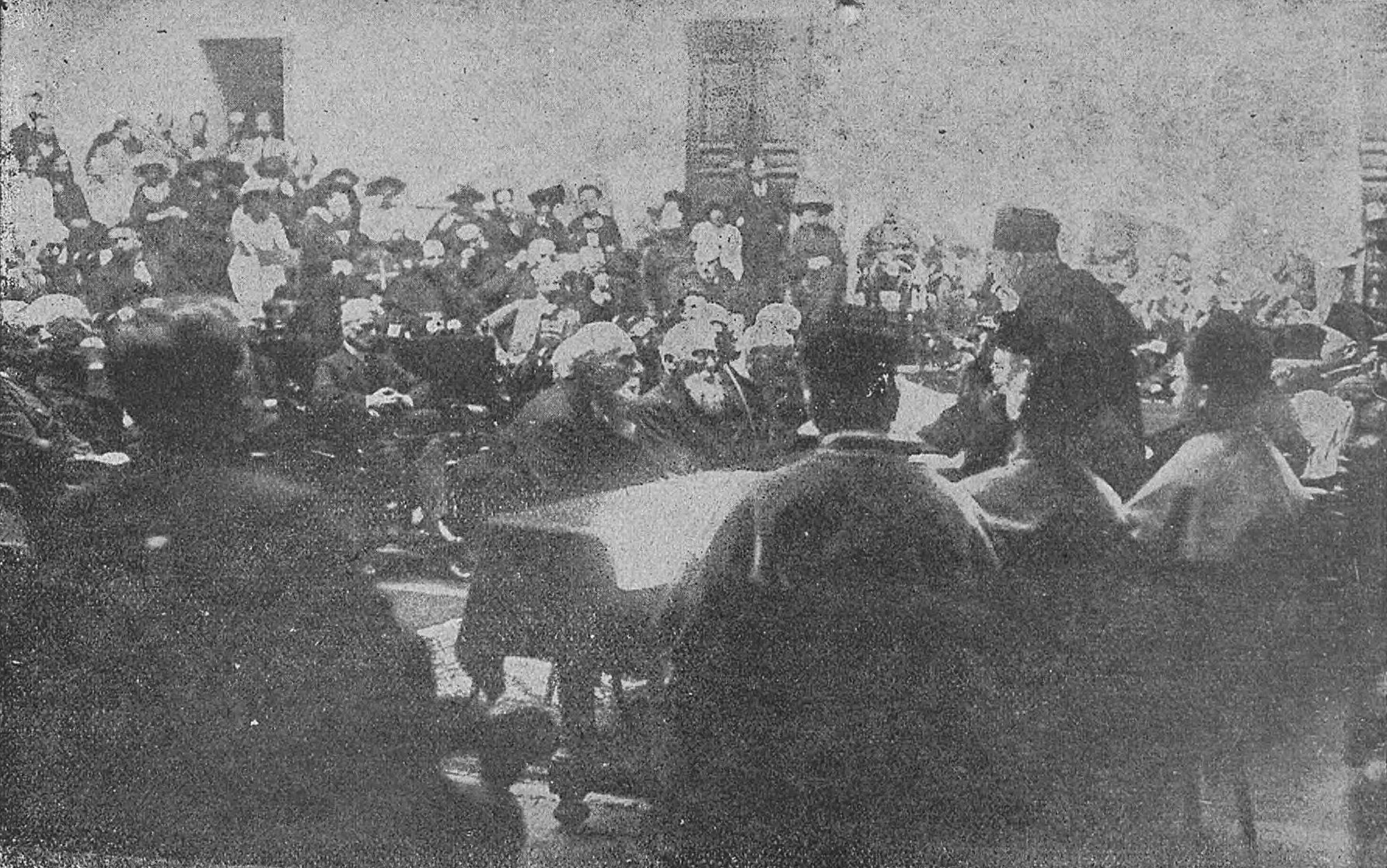
ks. Władysław Chotkowski siedzi podczas uroczystości nadania doktoratów honorowych UJK (1923)

## Życiorys
Pochodził z rodziny szlacheckiej herbu Ostoja, był synem Józefa i Franciszki z Zientkiewiczów. Uczęszczał do gimnazjum w Trzemesznie i gimnazjum św. Marii Magdaleny w Poznaniu. Brał udział w powstaniu styczniowym w oddziale Kazimierza Milęckiego. W latach 1864–1868 studiował w Seminariach Duchownych w Poznaniu i Gnieźnie, w 1868 przyjął święcenia kapłańskie z rąk arcybiskupa Mieczysława Ledóchowskiego. Kontynuował studia na uniwersytecie w Münster, gdzie w 1869 uzyskał licencjat naukowy z teologii na podstawie pracy Rerum gestarum ecclesiae Ruthenae pars prima. Powrócił do Poznania, gdzie został wikariuszem przy kościele św. Marcina; od 1872 był także dyrektorem konwiktu fundacji Szołdrskiego w Poznaniu. Za prowadzoną działalność patriotyczną został wydalony z Poznania w okresie kulturkampfu (1873).
Od 1881 pozostawał związany z Uniwersytetem Jagiellońskim. Przedstawił pracę Rozszerzanie protestantyzmu w ziemiach polskich pod rządem pruskim w XVII i XVIII wieku, na podstawie której został mianowany docentem w Seminarium Historii Kościoła. Od 1882 był profesorem zwyczajnym i kierownikiem Katedry Historii Kościoła (do 1910); pełnił funkcję dziekana Wydziału Teologicznego UJ w roku akademickim 1883/1884 oraz rektora w latach 1891–1892. Zasiadał w Radzie Miejskiej Krakowa oraz sprawował mandat deputowanego do Rady Państwa w Wiedniu. 
W grudniu 1883 wraz Janem Matejką i z polską delegacją brał udział w Rzymie w uroczystości przekazania w darze obrazu Jan Sobieski pod Wiedniem papieżowi Leonowi XIII.  
W 1900 został członkiem krakowskiej kapituły katedralnej. Słynął jako kaznodzieja, poruszający w kazaniach nie tylko tematy religijne, ale i kwestie polityczne i społeczne; wygłaszał mowy na pogrzebach znakomitości krakowskich. Papież Leon XIII nadał mu tytuł prałata domowego (1890).
W kręgu jego zainteresowań naukowych znajdowały się nowożytna historia Kościoła, historia reformacji oraz edytorstwo. Badał dzieje poznańskiego szkolnictwa jezuickiego w XVI i XVII wieku. Zajmował się dziejami burs studenckich oraz rzemiosła krakowskiego w XV wieku. Przygotowywał kronikę Soboru Watykańskiego I. Przyczynił się po podniesienia znaczenia Seminarium Historii Kościoła UJ, współpracował z czasopismami „Przyjaciel Ludu” (1875–1882) i „Tydzień Katolicki”. Był autorem wielu prac naukowych, opublikował ponadto zbiory mów duszpasterskich (Kazania w kwestyi socyalnej, 1879; Kazania o wychowaniu dzieci, 1880) oraz kilka opowiadań i utworów scenicznych.
Został pochowany na cmentarzu Rakowickim w Krakowie (kwatera PAS LD-zach-grobowiec Kapituły Metropolitarnej).

## Ordery i odznaczenia
- Krzyż Komandorski Orderu Odrodzenia Polski (7 listopada 1925)[5]
- Krzyż Walecznych[6]
- Krzyż Komandorski Orderu Franciszka Józefa (Austro-Węgry, 1910)[7]
- Order Korony Żelaznej III klasy (Austro-Węgry)
- Krzyż Pro Ecclesia et Pontifice (Stolica Apostolska, 1903)[8]

## Wyróżnienia
Od 1908 był członkiem korespondentem AU. Należał ponadto do Poznańskiego Towarzystwa Przyjaciół Nauk (1874 członek zwyczajny, 1918 członek honorowy) oraz Towarzystwa Naukowego w Toruniu (1902 członek honorowy). Jego uczniem był historyk Kościoła ks. Jan Nepomucen Fijałek. Za pracę Historya polityczna Kościoła w Galicyi za rządów Maryi Teresy otrzymał w 1909 nagrodę AU im. Barczewskiego.
W 1923 otrzymał tytuł honorowego doktora teologii Uniwersytet Jana Kazimierza we Lwowie (wyróżniony wówczas w gronie siedmiu weteranów powstania styczniowego).

## Wybrane publikacje
- O "Myszeidzie" Ignacego Krasickiego[10] (1874)
- O Wacławie Potockim (1876)
- O ideale politycznym Zygmunta Krasińskiego[11] (1881)
- Marcin Luter w 400 rocznicę urodzin[12] (1883)
- Przyczyny i początki reformacji w Polsce[13] (1883)
- Nowo znaleziona "Nauka dwunastu apostołów" (1885)
- Z męczeńskich dziejów unii (1890)
- Dzieje zniweczenia św. Unii na Białorusi i Litwie (1898)
- Ostatnie lata benedyktynów w Tyńcu[14] (1900)
- Historya polityczna Kościoła w Galicyi za rządów Maryi Teresy (1909, 2 tomy)
- Księcia prymasa Poniatowskiego spustoszenia kościelne[15](1918)
- Redukcje monasterów bazyljańskich w Galicji (1922)[16]
- Historja Kościoła katolickiego. Podręcznik dla szkół średnich (uzupełnił ks. dr Józef Jałowy), Miejsce Piastowe (1931)

## Literatura dodatkowa
- Ks. Tadeusz Glemma: Chotkowski Władysław. W: Polski Słownik Biograficzny. T. 3: Brożek Jan – Chwalczewski Franciszek. Kraków: Polska Akademia Umiejętności – Skład Główny w Księgarniach Gebethnera i Wolffa, 1937, s. 430–432. Reprint: Zakład Narodowy im. Ossolińskich, Kraków 1989, ISBN 83-04-03291-0.